# Portugiesische Judomannschaftsmeisterschaften 2010
Die Portugiesischen Judomannschaftsmeisterschaften 2010 fanden am 1. Mai 2010 statt.

## Ergebnisse
| Gewichtsklasse | Gold                  | Silber                | Bronze                                  |
| -------------- | --------------------- | --------------------- | --------------------------------------- |
| Männer         | Universidade Lusófona | Sport Algés e Dafundo | Judo Clube do Algarve Sporting Lissabon |
| Frauen         | Judo Clube do Algarve | Académica de Coimbra  | CCD Judo Club de Lisboa                 |